# Brienne-la-Vieille
Brienne-la-Vieille és un municipi francès situat al departament de l'Aube i a la regió del Gran Est. L'any 2007 tenia 450 habitants.

## Demografia

### Població
El 2007 la població de fet de Brienne-la-Vieille era de 450 persones. Hi havia 188 famílies de les quals 44 eren unipersonals (12 homes vivint sols i 32 dones vivint soles), 84 parelles sense fills, 48 parelles amb fills i 12 famílies monoparentals amb fills.
La població ha evolucionat segons el següent gràfic:
Habitants censats

### Habitatges
El 2007 hi havia 202 habitatges, 192 eren l'habitatge principal de la família, 3 eren segones residències i 7 estaven desocupats. 192 eren cases i 10 eren apartaments. Dels 192 habitatges principals, 152 estaven ocupats pels seus propietaris, 35 estaven llogats i ocupats pels llogaters i 5 estaven cedits a títol gratuït; 4 tenien dues cambres, 23 en tenien tres, 61 en tenien quatre i 104 en tenien cinc o més. 150 habitatges disposaven pel capbaix d'una plaça de pàrquing. A 83 habitatges hi havia un automòbil i a 92 n'hi havia dos o més.

### Piràmide de població
La piràmide de població per edats i sexe el 2009 era:
| Homes | Edats   | Dones |
| ----- | ------- | ----- |
| 0     | 95 o +  | 0     |
| 4     | 90 a 94 | 0     |
| 4     | 85 a 89 | 0     |
| 0     | 80 a 84 | 8     |
| 12    | 75 a 79 | 16    |
| 0     | 70 a 74 | 8     |
| 8     | 65 a 69 | 12    |
| 16    | 60 a 64 | 4     |
| 8     | 55 a 59 | 12    |
| 28    | 50 a 54 | 20    |
| 24    | 45 a 49 | 24    |
| 16    | 40 a 44 | 8     |
| 4     | 35 a 39 | 12    |
| 8     | 30 a 34 | 12    |
| 24    | 25 a 29 | 8     |
| 16    | 20 a 24 | 12    |
| 8     | 15 a 19 | 8     |
| 12    | 10 a 14 | 12    |
| 12    | 5 a 9   | 12    |
| 20    | 0 a 4   | 8     |

## Economia
El 2007 la població en edat de treballar era de 281 persones, 199 eren actives i 82 eren inactives. De les 199 persones actives 184 estaven ocupades (95 homes i 89 dones) i 15 estaven aturades (7 homes i 8 dones). De les 82 persones inactives 44 estaven jubilades, 14 estaven estudiant i 24 estaven classificades com a «altres inactius».

### Ingressos
El 2009 a Brienne-la-Vieille hi havia 187 unitats fiscals que integraven 451 persones, la mediana anual d'ingressos fiscals per persona era de 17.515 €.

### Activitats econòmiques
Dels 16 establiments que hi havia el 2007, 1 era d'una empresa extractiva, 2 d'empreses de fabricació d'altres productes industrials, 1 d'una empresa de construcció, 1 d'una empresa de comerç i reparació d'automòbils, 1 d'una empresa de transport, 3 d'empreses d'hostatgeria i restauració, 2 d'empreses immobiliàries, 1 d'una empresa de serveis, 1 d'una entitat de l'administració pública i 3 d'empreses classificades com a «altres activitats de serveis».
Dels 6 establiments de servei als particulars que hi havia el 2009, 1 era una lampisteria, 1 perruqueria, 3 restaurants i 1 saló de bellesa.
L'any 2000 a Brienne-la-Vieille hi havia 8 explotacions agrícoles que ocupaven un total de 664 hectàrees.

## Equipaments sanitaris i escolars
L'únic equipament sanitari que hi havia el 2009 era un psiquiàtric.
El 2009 hi havia una escola elemental.

## Poblacions més properes
El següent diagrama mostra les poblacions més properes.